# Giuseppe Vecci
Giuseppe Vecci (Itauçu, 14 de janeiro de 1957) é um economista e político brasileiro. Em 2014, foi eleito deputado federal de Goiás pelo PSDB, tendo sido o quarto candidato mais votado em Goiás, com 120.283 voto e tomando posse em 1 de fevereiro de 2015. Em fevereiro de 2016, se tornou o pré-candidato oficial do partido à Prefeitura de Goiânia, porém desistiu da candidatura por falta de "força política e apoios necessários da base aliada."

## Biografia
Giuseppe Vecci é filho do comerciante Joaquim Andrea Vecci e da professora Maria Rosa Vecci. Viveu e estudou em colégios públicos e de freiras em sua cidade natal, Itauçu, até o ano de 1971. Foi casado com Vivianne de Araújo Almeida ( Socióloga) com a qual teve três filhos, Gabriel Almeida Vecci, Lucas Almeida Vecci e Laura Almeida Vecci.

## Carreira política
Vecci é um economista, empresário, professor, gestor público brasileiro natural de Itauçu, nascido em 14 de janeiro de 1957. Mudou-se para Goiânia em 1972 para completar seus estudos, cursando o ensino médio no Colégio Lyceu. Em 1975, ingressou no curso de Economia, à época UCG, atual Pontifícia Universidade Católica de Goiás. Nesse período, chegou a trabalhar como rádio operador e operador de fotocopiadora na Metais Goiás. No ano seguinte, passou para a coordenadoria econômica da Matego e posteriormente, chefe da seção de análise de custo.
Já foi presidente do Conselho Regional de Economia de Goiás (18.ª Região) por duas vezes. Desde cedo, 1979, atuou na área de Planejamento. Foi secretário de Planejamento do Governo Henrique Santillo em 1990. Em 1995, foi diretor da Secretaria Nacional da Assistência Social, no governo de Fernando Henrique Cardoso, quando foi implantada a Lei Orgânica da Assistência Social (LOAS).
Entre os cargos ocupados, estão o de:
- 1999-2002 - Secretário de Planejamento e Desenvolvimento do Estado
- 2003-2004 - Secretário da Fazenda
- 2011-2013 - Secretário de Gestão e Planejamento

Além disso, é sócio fundador e mantenedor da Faculdade Cambury, fundada em 1991, e de outras empresas que atuam nos ramos de turismo, hotelaria e negócios.
Foi eleito deputado federal em 2014, para a 55.ª legislatura (2015-2019), pelo PSDB. Foi o quarto concorrente mais bem votado pelo Estado. Como deputado federal, votou a favor do Processo de impeachment de Dilma Rousseff. Chegou a ser pré-candidato a Prefeito para a Eleição municipal de Goiânia em 2016.
Já no Governo Michel Temer, votou a PEC do Teto dos Gastos Públicos. Em abril de 2017 votou a favor da Reforma Trabalhista. Em agosto de 2017 votou contra o processo em que se pedia abertura de investigação do então Presidente Michel Temer, ajudando a arquivar a denúncia do Ministério Público Federal.

### Participação em projetos
Vecci passou pela Secretaria de Planejamento e pela Fazenda na gestão Marconi (1998-2006), sendo um dos principais responsáveis por delinear e estruturar a implantação de programas sociais do governo.

#### Renda Cidadã
Programa de transferência de renda do Governo Estadual de Goiás, instituído pela Lei 13 605, de 29 de março de 2000, regulamentada pelo Decreto 5 211, de 10 de abril de 2000, e ampliado pela Lei 16 831 de 11 de dezembro de 2009. O gestor do Renda Cidadã é o Governo do Estado de Goiás, a quem cabe definir as normas complementares do programa.
O programa “Renda Cidadã” transfere renda e atende temporariamente famílias em situação de vulnerabilidade social. Os beneficiados recebem auxílio financeiro mensal que, atualmente, varia entre 140 e 270 reais. Por meio de um cartão bancário, os donos de casa sacam o dinheiro e fazem suas compras de supermercado, onde eles têm acesso a produtos frescos, como carnes, ovos e verduras.

#### Vapt Vupt
Serviço Integrado de Atendimento ao Cidadão. Foi criado com o intuito de ampliar o acesso do cidadão às informações e serviços públicos, visando proporcionar um atendimento diferenciado, rápido e eficaz, com qualidade e eficiência. Em 1999, no dia 17 de outubro, foi inaugurada a primeira unidade fixa do Vapt-Vupt, no Centro Comercial Buriti Shopping, em Aparecida de Goiânia. O programa teve grande aceitação e 16 anos depois, houve uma expansão para 49 postos fixos em funcionamento. Tal consolidação envolveu grande vulto de recursos, tanto físicos como humanos e financeiros. Em 2011, para possibilitar melhor gestão desses recursos, foi editada a Lei 17 475, que disciplina o funcionamento do Vapt-Vupt.

#### Programa Bolsa Universitária
Iniciativa do Governo de Goiás, através da OVG, oferece a oportunidade da realização de um curso superior para estudantes de baixa renda ou que não possuem condições suficientes para as mensalidades em instituições particulares. A programa também é compatível com outros sistemas de créditos como o FIES e o Financiamento Estudantil do Governo Federal.Vecci era a favor do Pacto Federativo.
Giuseppe também foi presidente da Subcomissão sobre Fontes de Recursos para Incentivo à Cultura, na qual foi autor do requerimento que solicitava a sua criação.  A subcomissão tinha o objetivo de identificar, acompanhar e discutir as fontes de financiamento já existentes na área, de forma à aperfeiçoá-las e também buscar novas fontes de recursos para o incentivo à cultura.

#### Projetos de Lei
Como membro da bancada dos deputados federais em brasília, Vecci já apresentou algumas propostas. É autor do Projeto de Lei n° 5.829 de 2016, no qual permite o uso do Fundo de Garantia por Tempo de Serviço (FGTS) por trabalhadores e seus dependentes, para realizar o pagamento de cursos de educação superior ou profissional. O projeto foi apresentado no dia 13 de julho de 2016 e ainda está em tramitação na Câmara dos Deputados.
Outro Projeto de Lei, o de n° 5831 de 2016, prevê a dedução majorada de todos os gastos comprovados feitos por empresas que qualificam profissionalmente seus funcionários. Pela proposta, a dedução, em dobro, vai ficar limitada em 5% do lucro tributável nos exercícios financeiros, que possibilitará a transferência de eventuais excessos para dedução nos dois exercícios financeiros subsequentes.
O projeto tem como objetivo a dedução majorada de todas as despesas comprovadas nas formações profissionais que são realizadas pelas empresas, além de estabelecer uma relação de parceria na formação de capital humano no país, sendo um dos pilares para um crescimento econômico sustentado.
Também é autor da proposta que pretende tornar obrigatória a contratação do seguro-garantia para obras de engenharia que tenham um custo superior ou igual a R$ 500 mil reais. Este é o Projeto de Lei n° 5.830/2016, que prevê a indenização correspondente ao valor integral das obrigações inadimplidas pelo contratado. Em outros países, esse modelo é conhecido como performance bond, que é um seguro que cobre de forma integral o valor de uma obra, e é referência nos EUA.
| “ | Faz-se necessário aproximar o modelo brasileiro do bem-sucedido paradigma estadunidense. | ” |